# Zi Yu
Zi Yu (en chino: 梓渝; Lianyungang, Jiangsu, 6 de julio de 2002), también conocido bajo el nombre nativo de Zheng Peng (en chino: 郑朋),  es un cantante y actor masculino de China. Actualmente estudia en el departamento de artes escénicas de la Academia de Música Moderna de Pekín (en chino: 北京现代音乐研修学院).

## Primeros años
En 2002, Zi Yu nació en la ciudad de Lianyungang, provincia de Jiangsu. Posteriormente, asistió a la Academia de Música Moderna de Pekín, donde fue descubierto por un cazatalentos. En el 28 de mayo de 2019, se convirtió en aprendiz contratado por la compañía de entretenimiento Huakai Banxia (en chino: 花开半夏). Para perseguir su sueño, se dedicó por completo, yendo de la escuela a la sala de prácticas, donde a menudo entrenaba hasta la madrugada.

## Carrera
El 26 de junio de 2020, participó como aprendiz de Huakai Banxia en "We Are Young" (en chino: 少年之名), un programa de selección de talentos de grupos masculinos de Youku.
El 19 de septiembre de 2020, participó en el programa de variedades de juguetes de moda "Emperor Has Arrived" (en chino: 欧皇驾到), que se emitió en Youku.
En enero de 2021, participó, también como aprendiz de Huakai Banxia, en "Youth With You 3" (en chino: 青春有你3), un programa de telerrealidad de selección y formación de grupos masculinos producido por iQiyi. Sin embargo, tampoco logró debutar en el grupo final.
En febrero de 2021, se transmitió en iQiyi el programa de microvariedades de desafío de juego "Jóvenes en flor" (en chino: 花开的少年们).
El 25 de junio de 2021, se unió oficialmente al grupo Guanghe Shaonian, marcando así su debut oficial.
El 25 de agosto de 2022, comenzó el rodaje de su primera serie de televisión, "My Lady General" (en chino: 将军在下), en la que interpretó el papel de Xiao Ban (en chino: 萧绊).

### 2025–presente: Reconocimiento
En junio de 2025, la serie de televisión "Revenged Love" (en chino: 逆爱) comenzó a estrenarse, y Zi Yu obtuvo reconocimiento.

## Controversia
El 8 de diciembre de 2022, se reveló que había sido acosado por el líder del grupo, Zheng Xingyuan, durante un largo período.
El 10 de diciembre, la compañía respondió a los informes de acoso, calificándolos de rumores. Después, se hizo pública una grabación de voz de Zi Yu consolando a sus fans.
El 23 de diciembre, había iniciado conversaciones con Huakai Banxia para rescindir su contrato. El 8 de enero de 2023, Huakai Banxia le exigió, sin previa consulta, que recogiera sus pertenencias personales y se mudara a Hangzhou antes del día 14. El 9 de enero, publicó una declaración en respuesta al incidente de acoso, confirmando que había sido agredido por Zheng Xingyuan, y anunció que presentaría una demanda legal y rescindiría su contrato con la compañía.
A pesar de que finalmente logró rescindir su contrato, tuvo que pagar una multa de 600.000 yuanes chinos, que deberá devolver en un plazo de cinco años. Tras la rescisión, se vio sumido en dificultades económicas, llegando a subsistir con trabajos a tiempo parcial como dependiente en tiendas de ropa y realizando encargos para obtener ingresos adicionales.